# Notiothemis robertsi
Notiothemis robertsi é uma espécie de libelinha da família Libellulidae. 
Pode ser encontrada nos seguintes países: Camarões, República Centro-Africana, República do Congo, República Democrática do Congo, Costa do Marfim, Gabão, Gana, Guiné, Quénia, Libéria, Nigéria, Tanzânia, Uganda e Zâmbia.
Os seus habitats naturais são: florestas subtropicais ou tropicais húmidas de baixa altitude. 